# Farmacogenomica
La farmacogenomica è una branca della biologia che si occupa del ruolo ricoperto dalla genetica nella risposta inter-individuale ai farmaci. Essa comprende lo studio del genoma (DNA) e dei suoi prodotti (RNA e proteine) e la correlazione di tali informazioni alla risposta a livello cellulare e tissutale al farmaco, col fine di individuare nuovi bersagli terapeutici per la creazione di nuovi farmaci. Si basa quindi sull'analisi dell'intero genoma di un individuo per identificare sia geni che possano essere utilizzati come target per nuove terapie, sia profili genetici individuali dai quali può dipendere la risposta ai principi attivi somministrati. Proprio lo studio dell'intero corredo genetico è principalmente la caratteristica che distingue la farmacogenomica dalla farmacogenetica. Infatti, entrambe le branche descrivono la variabilità individuale nella risposta alla terapia farmacologica, dovuta a fattori fisiologici, psicologici, ambientali e genetici, ma la farmacogenetica limita lo studio ad un numero limitato di geni. Inoltre, la farmacogenomica si distingue dalla farmacogenetica in quanto si concentra sullo studio dei polimorfismi genetici. La sua strategia si basa sulla selezione di geni implicati nelle catene di reazioni biochimiche per l'attivazione dei farmaci per identificare la loro variabilità nucleotidica, sia a livello biochimico che a livello di popolazione.
Il genoma umano consiste di 3 miliardi di paia di basi nucleotidiche per un totale di circa 25.000-27.000 geni. Si conosce come mutano le basi nel DNA, ma rimane da capire la funzione della maggioranza dei geni, e i loro meccanismi d'azione. Conoscendo la funzione dei geni si potrebbe capire quali sono le cause di una patologia, essenziale per lo sviluppo di nuovi composti lead. La farmacogenomica si pone come obbiettivo quello di soddisfare le richieste cliniche e industriali poiché l'emergere della variabilità genetica porterà allo sviluppo di nuove procedure diagnostiche e a nuovi prodotti terapeutici che consentiranno una prescrizione selettiva del farmaco al paziente portando ad una migliore efficacia e sicurezza, riducendo quindi i possibili effetti avversi. Le reazioni avverse ai farmaci colpiscono dal 5 al 20% i pazienti ammessi in ospedale e causano più di 100.000 morti all'anno negli USA. 
Con l'avvento della farmacogenomica, l'approccio delle tecniche terapeutiche subirà una deviazione da quello che considera la stessa dose adatta per tutti. Saranno infatti considerati i geni, la loro funzione, quindi la loro risposta alle diverse strategie di cura in quella che sarà nota come "medicina personalizzata". Infatti, la medicina si basa principalmente sull'assunto che tutti gli esseri umani siano gli stessi, e su questa base vengono somministrati i farmaci per curare le malattie. Tuttavia, la risposta di una persona alle medicine dipende da vari fattori, in particolare il genoma (compresa l'espressione di quel genoma), come pure da fattori non genetici quali l'età, lo stato di salute, la dieta e l'ambiente. La promessa della farmogenomica è che i farmaci potranno essere su misura-cioè adatti al genoma di ciascuno. Per fornire raccomandazioni farmacologiche basate sulla costituzione genica esistono due possibili punti di partenza: la genotipizzazione, considerando la frazione esonica, oppure il sequenziamento dell'intero genoma. In caso di successo, i farmaci usati per curare un individuo sarebbero mirati alle differenze di espressione osservate nelle sue cellule malate in modo molto più specifico di quanto non avvenga attualmente. Questo vorrebbe dire rendere massimi gli effetti terapeutici dei farmaci, mentre nel contempo ne verrebbero minimizzati gli effetti collaterali. Inoltre il dosaggio del farmaco sarebbe stabilito su misura per la costituzione genetica di un individuo; si terrebbe cioè conto di come e a quale tasso una persona metabolizzi un dato farmaco. I dosaggi vengono stabiliti principalmente in base al peso e all'età.

## Enzimi coinvolti nel metabolismo dei farmaci
La ricerca in farmacogenomica è basata sulla biochimica (una componente principale della scienza faramceutica) integrata con informazioni sui geni, sulle proteine e sui polimorfismi del DNA. L'obiettivo è sviluppare farmaci sulla base delle molecole di RNA e sulle proteine che sono associate ai geni e alle malattie.
Il metabolismo dei farmaci nell'organismo è descritto dalla farmacocinetica e dalla farmacodinamica, che spiegano rispettivamente l'assorbimento, la distribuzione e il meccanismo d'azione del farmaco. Geni codificanti per proteine coinvolte in tali processi sono responsabili della variabilità individuale alla risposta terapeutica in quanto questi possono presentare forme alternative, dunque essere polimorfici. Tra le proteine in grado di interferire con il metabolismo dei farmaci vi sono sicuramente gli enzimi appartenenti alla famiglia del citocromo P450 (CYP), una famiglia che comprende 18 famiglie, 44 sottofamiglie e 57 geni, i quali rientrano nella stessa categoria a causa della similarità che accomuna le varie sequenze amminoacidiche.

### Citocromo P450
Le proteine enzimatiche appartenenti a questa categoria sono i principali responsabili della metabolizzazione farmacologica. Farmaci utilizzati per il trattamento di un'ampia varietà di condizioni patologiche, compresi depressione e altri sintomi psichiatrici, nausea, vomito, cinetosi e malattie cardiache, vengono degradati da queste proteine, e così anche componenti della famiglia degli oppiacei come la morfina e la codeina. In particolare, il gene CYP2D6 è correlato al 25-30% dei farmaci assunti. Il gene CYP2D6 codifica per un polipeptide noto come debrisochina idrossilasi, in grado di inattivare tramite idrossilazione il ruolo anti-ipertensivo della debrisochina in soggetti sensibili. CYP2D6 mostra la più grande variabilità fenotipica tra i CYP. Infatti, esistono più di 70 alleli noti di CYP2D6 e a seconda del genotipo possono originarsi:
- metabolizzatori scarsi; deficit di debrisochina idrossilasi.
- metabolizzatori intermedi; un allele nullo e un allele che codifica una versione difettosa della debrisochina idrossilasi.
- metabolizzatori completi; un allele pienamente funzionante
- metabolizzatori ultrarapidi; un numero di copie del gene superiore al normale, come risultato di eventi di duplicazione genica[5].

Il fenotipo CYP2D6 di un paziente è spesso determinato clinicamente tramite la somministrazione di debrisochina e la successiva analisi della concentrazione plasmatica del metabolita (4-idrossidebrisochina). Il profilo metabolico di un paziente è di importanza cruciale nel determinare il dosaggio appropriato. Infatti, un metabolizzatore scarso presenterà un rischio maggiore di effetti collaterali dannosi o di sovradosaggio, perché l'organismo eliminerà il farmaco in maniera inefficiente, mentre un metabolizzatore ultrarapido avrà probabilmente bisogno di una dose maggiore per ottenere un effetto benefico, a causa della sua aumentata capacità di modificarlo e rimuoverlo.

## Applicazioni
La farmacogenomica potrebbe essere particolarmente utile nel caso di farmaci che possiedono un ristretto indice terapeutico associato ad una farmacocinetica e una farmacodinamica variabili come, ad esempio, la cura del cancro, disturbi cardiovascolari, HIV, tubercolosi, asma e diabete.
Un esempio di farmacogenomica applicata è evidente nella terapia farmacologica contro HIV, il virus dell'immunodeficienza umana. Un gruppo di ricercatori italiani ha messo a punto un test del DNA che rileva la predisposizione ad una reazione tossica all'uso dell'Abacavir, un importante farmaco antiretrovirale somministrato, insieme ad altri farmaci, durante il trattamento terapeutico contro HIV. Solitamente l'Abacavir è ben tollerato dalla maggior parte dei pazienti; tuttavia esiste una piccola percentuale di soggetti (5-8%) che, nelle prime sei settimane di trattamento, risulta ipersensibile al farmaco. Essendo questa reazione di ipersensibilità molto pericolosa per la salute, coloro che tendono a svilupparla non potranno assolutamente essere trattati con questo tipo di farmaco. Ad oggi, infatti, la prescrizione dell'Abacavir è consentita solo a quei pazienti che, dopo il test, non risultino soggetti a rischio; da qui l'enorme vantaggio di avere a disposizione un esame che fornisca risposte in tempi brevi (il test in questione sfrutta la real time PCR) e che sia facilmente accessibile da tutti i pazienti. Lo stesso principio è applicato nel trattamento terapeutico contro il cancro; qui i test di farmacogenomica vengono impiegati per identificare quali pazienti risulteranno ipersensibili oppure non risponderanno affatto a farmaci antitumorali comunemente usati nella pratica clinica.

## Questioni etiche
La farmacogenomica deve affrontare inoltre gli stessi ostacoli di qualsiasi altro tipo di ricerca genetica; innanzitutto la privacy, dal momento che mai l'inizio di una cura medica ha richiesto la raccolta e il trattamento di una enorme quantità di dati personali.
Un dilemma si porrebbe nel momento in cui una particolare sequenza di DNA, dovesse coincidere con una particolare predisposizione verso una certa malattia. Rendere di pubblico dominio tali informazioni potrebbe renderci oggetto di discriminazioni, per non parlare del fatto che la malattia in questione potrebbe essere ereditaria e potrebbe di conseguenza coinvolgere direttamente anche i familiari.